# Zentralstelle für das Auslandsschulwesen
Die Zentralstelle für das Auslandsschulwesen (ZfA) im Bundesamt für Auswärtige Angelegenheiten (BfAA) fördert im Auftrag des Auswärtigen Amts (AA) weltweit mehr als 1200 Schulen, darunter 140 Deutsche Auslandsschulen (DAS) sowie rund 1100 Schulen, die das Deutsche Sprachdiplom der Kultusministerkonferenz (KMK) anbieten.
Die ZfA ist nicht zu verwechseln mit der bei der KMK angesiedelten Zentralstelle für ausländisches Bildungswesen, die die zuständigen Ministerien der Länder bei der Anerkennung ausländischer Bildungsabschlüsse unterstützt.

## Geschichte
Die Gründung der ZfA wurde am 16. September 1968 im Bundesanzeiger bekanntgegeben. Bis 2021 war sie eine Abteilung des Bundesverwaltungsamtes. Im Februar 2014 zog die ZfA von Köln nach Bonn um, zunächst in die Husarenstraße im Ortsteil Bonn-Castell. Seit August 2020 hatte sie ihren Sitz in der Godesberger Allee 99 im Ortsteil Friesdorf.
Zum 1. Juni 2021 wurde die ZfA in das neu errichtete Bundesamt für Auswärtige Angelegenheiten mit Sitz in Brandenburg an der Havel eingegliedert; der Hauptsitz der ZfA verblieb allerdings in Bonn.

Seit dem 1. Januar 2023 hat die ZfA ihren Dienstsitz im früheren Gebäude des Auswärtigen Amtes an der Adenauerallee in Bonn. 

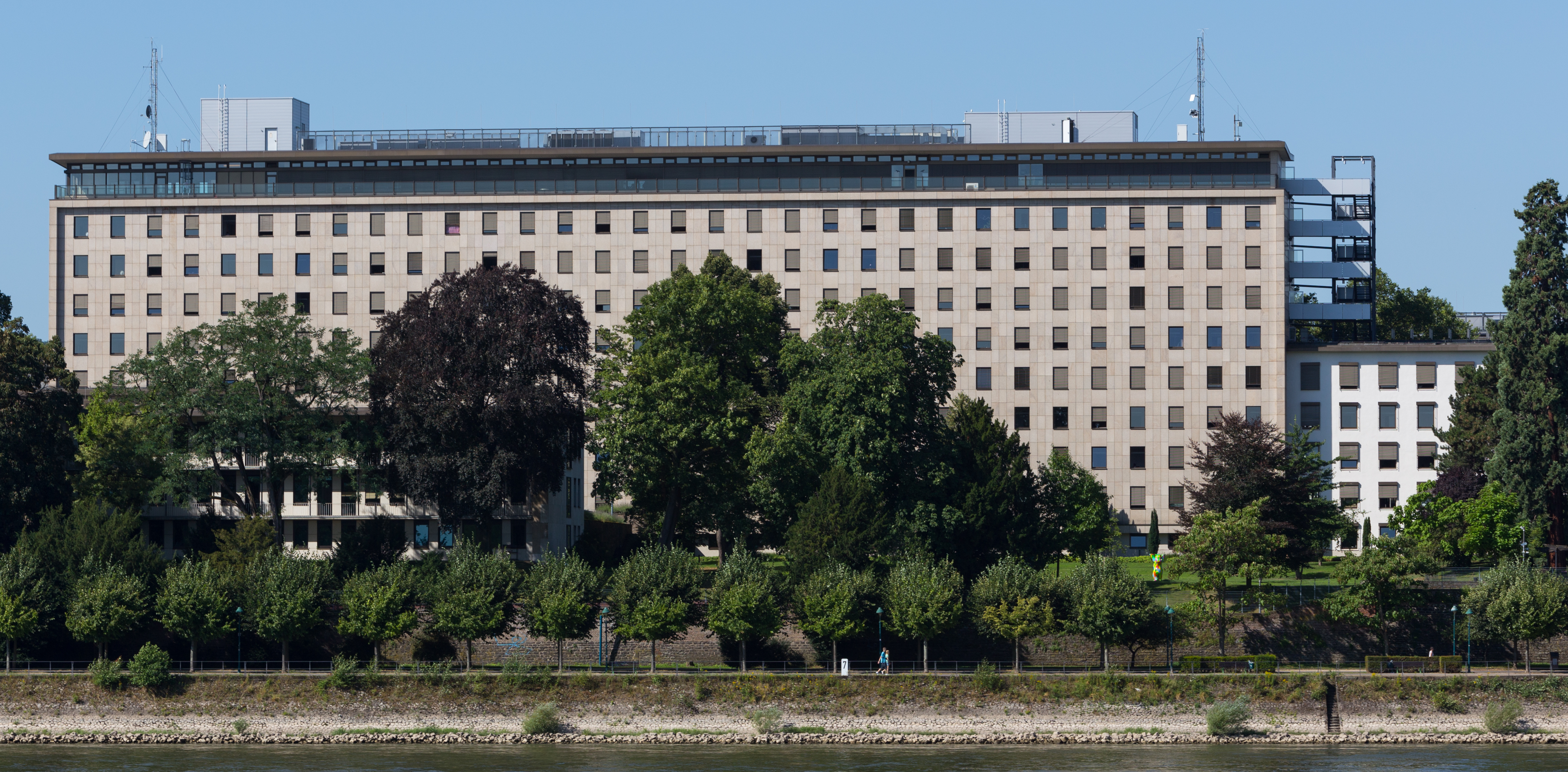
Gebäude des Auswärtigen Amts in Bonn, Rheinseite

## Aufgaben und Tätigkeitsbereiche
Aufgabe der ZfA ist die pädagogische, personelle und finanzielle Betreuung der schulischen Arbeit im Ausland. Grundsatzentscheidungen der schulischen Arbeit im Ausland werden im Bund-Länder-Ausschuss für schulische Arbeit im Ausland (BLASchA) getroffen.
Mit ihrem schulischen Angebot wenden sich die Deutschen Auslandsschulen weltweit an Deutsche, die sich beruflich im Ausland befinden und für ihre Kinder eine deutsche schulische Erziehung wünschen. Darüber hinaus bieten die heute überwiegend als Begegnungsschulen konzipierten Einrichtungen Kindern der Gastländer und anderer Kulturkreise die Möglichkeit, sich mit Deutschland, seiner Kultur und Sprache vertraut zu machen.
An den Deutschen Auslandsschulen können global anerkannte Abschlüsse nach internationalen Standards erzielt werden, wie z. B. das Abitur, die Deutsche Internationale Abiturprüfung (DIAP) und das Gemischtsprachige International Baccalaureate (GIB).
Mit ihrer Arbeit verwirklicht die ZfA in enger Abstimmung mit der Kultusministerkonferenz in 95 Ländern folgende Ziele der Auswärtigen Kultur- und Bildungspolitik:
- die Begegnung mit Kultur und Gesellschaft des Gastlands,
- die schulische Versorgung deutscher Kinder im Ausland,
- die Förderung der deutschen Sprache,
- die Stärkung des Studien- und Wirtschaftsstandorts Deutschland.

Die ZfA vermittelt die von den Ländern beurlaubten Lehrkräfte ins Ausland und betreut diese in allen Fragen der Schulorganisation. Derzeit sind zeitgleich rund 2.000 deutsche Lehrer im Einsatz. Die ZfA berät private und öffentliche Träger der Schulen (Schulvereinsvorstände, Schulverwaltungen und staatliche Partner im Ausland) in pädagogischen, wirtschaftlichen und organisatorischen Angelegenheiten. Die Beratung richtet sich auf die Wahrnehmung der Eigenverantwortung der Schulen zur Steigerung der
Wettbewerbsfähigkeit auf den internationalen „Bildungsmärkten“.
Gemeinsam mit dem Goethe-Institut, dem DAAD und dem Pädagogischen Austauschdienst der Kultusministerkonferenz ist die ZfA ein Träger der Initiative „Schulen: Partner der Zukunft“, die 2008 vom Auswärtigen Amt ins Leben gerufen wurde.